# Jírovec lysý
Jírovec lysý (Aesculus glabra) je středně velký opadavý listnatý strom. Rozšířený je především na středozápadě Spojených států amerických. Je státním stromem amerického státu Ohio.

## Popis
Strom dorůstá výšky 15 až 25 metrů. Listy jsou pětičetné (vzácně sedmičetné), dlanitě složené, 8 až 16 centimetrů dlouhé. Květy jsou uspořádány v latách. Každý kvítek dorůstá 2–3 centimetrů. Plodem je kulatá nebo podlouhlá ostnatá tobolka s jedním až třemi tmavě hnědými semeny.

## Užití
Plody jsou jedovaté pro skot. Obsahují kyselinu tříslovou. K jejímu získání indiáni plody blanšírovali, extrahovanou kyselinu pak využívali při zpracování kůže. Opečená a oloupaná semena přidávali do jídla zvaného „hetuck“.

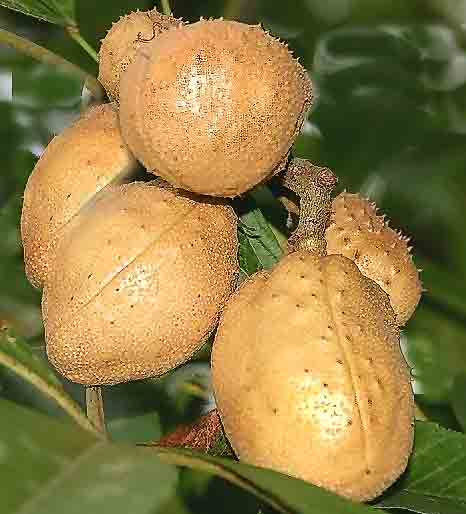
Plody jírovce lysého